# Мате (пиће)
Мате или maté, (/ˈmæteɪ/), такође познат као chimarrão или cimarrón, традиционално је јужноамеричко биљно пиће богато кофеином. Прави се натапањем осушених листова јербе мате (Ilex paraguariensis) у врућој води и традиционално се служи са металном цевчицом (бомбилом) у посуди која се обично прави од тиквице калабаша (која се такође назива мате), али и у неким областима направљена од сточног рога (гуампа). Веома сличан препарат, мате косидо, уклања део биљног материјала, и понекад долази у кесицама чаја. Данас се мате комерцијално продаје као „јерба мате” у кесицама чаја и као флаширани ледени чај.
Мате су конзумирали народи Гуарани и Тупи. Његова потрошња била је искључива за староседеоце Парагваја, тачније у департманима Амамбај и Алто Парана. Неке етничке групе које су га конзумирале су Ава, Мбја и Кајова, а такође, у мањој мери, друге етничке групе које су трговале са њима, као што су Нандева, Талухет (древни пампас) и народ Ком (Тобас). То је национално пиће Аргентине, Парагваја и Уругваја, а такође се конзумира у боливијском Чаку, северном и јужном Чилеу, јужном Бразилу, Сирији (највећи увозник на свету) и Либану (посебно Друзи), где се донели су имигранти из Парагваја и Аргентине.
Јерба мате (Ilex paraguariensis), ka'a на језику Гуарана, садржи (између осталих једињења) стимуланс кофеин. Листови се осуше и исецкају или мељу да би се направио груби прашкасти препарат који се зове yerba (што значи 'трава'), који се затим потопи у врућу воду.

## Прибор
Метална цевчица је позната као bombilla или bomba и традиционално се прави од сребра. Модерне цевчице се обично праве од никл сребра, нерђајућег челика или трске са шупљим стаблом. Бомбила функционише као сламка и као сито. Потопљени крај је проширен, са малим рупама или прорезима који омогућавају уношење течности, али блокирају крупну материју која чини већи део смеше. Модерни дизајн бомбиле користи праву цев са рупама или опружну чауру да делује као сито.
Контејнер у коме се mate служи је такође познат као mate. Обично се прави од тикве од калабаша, али може бити направљен и од других материјала.

## Историја
Мате су први конзумирали домороци Гварани који живе у данашњем Парагвају, југоисточном Бразилу, Аргентини, Боливији, Уругвају, а такође га је ширио Тупи народ који је живео у суседним областима. Након тога је ово пиће било комерцијализовано у делу јужног Бразила и североисточне Аргентине, углавном у областима које су биле парагвајска територија пре Парагвајског рата. Стога је научно име јерба-мате Ilex paraguariensis. Конзумација јерба-мате постала је распрострањена са европском колонизацијом у шпанској колонији Парагвај крајем 16. века, међу шпанским насељеницима и аутохтоним Гваранима, који су га конзумирали пре доласка Шпанаца. Потрошња јерба мате проширила се у 17. веку до Рио де ла Плате, а одатле до Перуа и Чилеа. Ова распрострањена потрошња га је претворила у главну робу Парагваја изнад осталих производа као што су дуван, памук и говедина. Рад Абориџина је коришћен за жетву дивљег растиња. Средином 17. века, језуити су успели да припитоме биљку и успоставе плантаже у својим индијанским насеобинама у аргентинској провинцији Мисионес, што је изазвало оштру конкуренцију са парагвајским сакупљачима дивљих усева. Након њиховог протеривања 1770-их, језуитске мисије — заједно са плантажама јерба-мате — су запуштене. Ова индустрија је и даље била од примарног значаја за парагвајску економију након независности, али је развој у корист парагвајске државе заустављен након Парагвајског рата (1864–1870) који је разорио земљу економски и демографски.
Бразил је тада постао највећи произвођач мата. У бразилским и аргентинским пројектима крајем 19. и почетком 20. века, биљка је поново доместикована, отварајући пут за плантажне системе. Када су бразилски предузетници 1930-их почели да придају већу пажњу кафи, Аргентина, која је дуго била главни потрошач, преузела је улогу највећег произвођача, оживљавајући привреду провинције Мисионес, где су језуити некада имали већину својих плантажа. Годинама се статус највећег произвођача мењао између Бразила и Аргентине.
У данашње време је Аргентина највећи произвођач са 56–62%, затим Бразил, 34–36%, и Парагвај, 5%. Уругвај је највећи потрошач по глави становника, који троши око 19 литара годишње.

## Култура
Мате има снажан културни значај за национални идентитет и за друштво. Зерба мате је национално пиће Парагваја, где се такође пије са топлом или ледено хладном водом (погледајте терере); Аргентине; и Уругваја. Пијење мате је уобичајена друштвена пракса на целој територији Парагваја и деловима Аргентине, Бразила, Уругваја, јужног Чилеа и источне Боливије. У целом јужном конусу, сматра се да је то традиција преузета од парагвајских Гварана, а касније су овај чај пили гаучоси или вакероси, што су термини који се обично користе за описивање старих становника јужноамеричких пампаса, чакоса или патагонских травњака, који се углавном налазе у деловима Аргентина, Парагвај, Уругвај, југоисточна Боливија, јужног Чилеа и јужног Бразила. Аргентина од 2015. године слави Национални дан мата сваког 30. новембра.
Мате се такође конзумира као ледени чај у различитим регионима Бразила, пореклом како из индустријализованог облика, који производи Мате Лео, тако и од занатских произвођача. То је део културе плажа у Рио де Жанеиру, где га нашироко продају продавци на плажама.